# Ma'rib

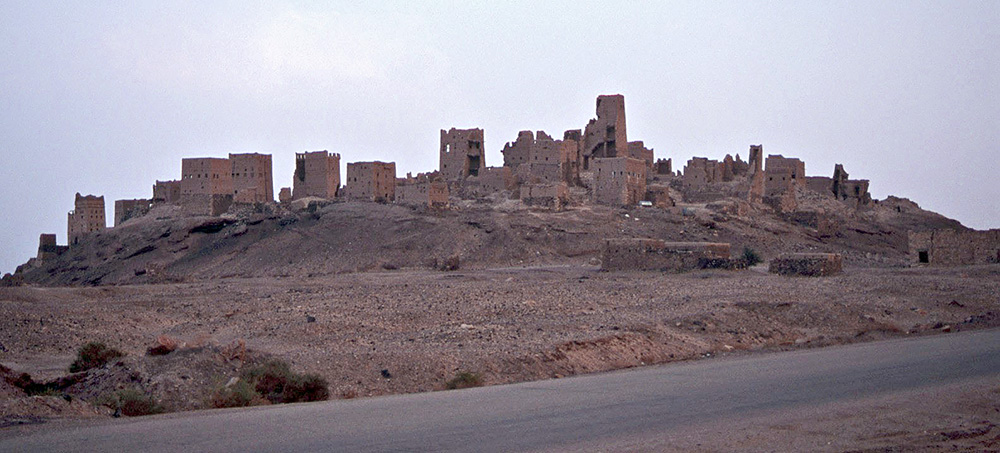
Der weitgehend verlassene alte Teil der Stadt Ma'rib

Ma'rib (arabisch مأرب, DMG Maʾrib, lokal Mārib; altsabäisch Maryab; griechisch Μαρίαβα / Mariaba; lateinisch Mariba) war in der Antike die Hauptstadt des Reichs von Saba seit dem 8. Jahrhundert v. Chr. Sie befindet sich etwa 100 km östlich von Sanaa im Jemen. Das heutige Ma'rib hat etwa 21.000 Einwohner und ist Hauptstadt des Gouvernements Ma'rib. Es ist de facto die Hauptstadt der allgemein anerkannten Regierung des Jemen.

## Geschichte
Die antike Stadt lag in einer Ebene im Trockendelta des Wadi Adhana, auf etwa 1200 m Höhe.
Nachdem in Ma'rib schon seit dem 3. Jahrtausend v. Chr. eine befestigte Siedlung bestanden hatte, erlebte der Ort mit der Etablierung der Weihrauchstraße einen starken Aufschwung. Als bedeutendstes Wirtschaftszentrum löste Ma'rib deshalb im 8. Jahrhundert v. Chr. Sirwah als Hauptstadt von Saba ab. Ma'rib besaß eine Akropolis, auf der sich die Paläste und Tempel der Herrscher befanden, während die eigentliche Stadt von einer 4,2 km langen Stadtmauer umgeben war. Es gab mehrere Tempel für den Hauptgott Almaqah (Mondgott), wobei der bedeutendste der Awwam-Tempel war.
In Ma'rib sollen einst bis zu 50.000 Menschen auf einer ummauerten Stadtfläche von 110 Hektar gelebt haben, womit Ma'rib die größte Stadt im antiken Südarabien war. Grundlage für diese große Bevölkerung war die blühende Landwirtschaft, die durch den Staudamm von Ma'rib ermöglicht wurde. Die somit künstlich bewässerte Fläche betrug etwa 9600 Hektar. Im Jahre 24 v. Chr. belagerten die Römer unter Aelius Gallus vergeblich die Stadt. Dieser Vorstoß wird in den Res gestae divi Augusti des römischen Kaisers Augustus unter der Nummer 26 erwähnt.
Der Niedergang Ma'ribs begann schließlich mit dem Rückgang des Handels auf der Weihrauchstraße, nachdem die Ptolemäer und Römer den Seeweg durch das Rote Meer erschlossen hatten und somit die hohen Zölle und Abgaben auf dem Landweg umgehen konnten. Nachdem es seit dem 4. Jahrhundert zu mehreren Dammbrüchen gekommen war und Ma'rib nach der Eroberung durch die Himyaren auch seinen Hauptstadtstatus verloren hatte, wurde die Stadt nach einem erneuten Dammbruch im Jahre 572 aufgegeben.
In der Neuzeit war das legendäre Ma'rib Ziel mehrerer Forschungsreisen. Als erster erreichte der Franzose Joseph Arnaud 1843 die Ruinenstadt. Eine archäologische Erforschung der Stadt war wegen der ablehnenden Haltung der Stämme lange Zeit nicht möglich. Erste Ausgrabungen fanden 1952 unter Wendell Phillips statt, mussten aber bald wieder abgebrochen werden. Nachdem Ma'rib seit 1975 wieder für Touristen und Forscher zugänglich ist, finden dort gegenwärtig deutsche Grabungen statt.
Durch den Bürgerkrieg im Jemen wurde Marib zu einem Zufluchtsort von Binnenflüchtlingen aus vielen umkämpften Landesteilen. Im Jahr 2021 versuchten die Huthi-Rebellen die Stadt, deren Bevölkerungsanzahl stark angestiegen war, einzunehmen.

## Besonderheiten
Marib war eine von fünf Städten im Jemen auf der vorläufigen UNESCO-Welterbe-Tentativliste. Der Blick richtet sich dabei auf das archäologisch-historische alte Marib.
Anlässlich der Militärintervention im Jemen seit 2015 verurteilte die UNESCO-Generaldirektorin, Irina Georgieva Bokova, die Luftangriffe einer saudi-arabisch geführten und von den USA und Großbritannien unterstützten Militärallianz auf die antike Stadt Ma'rib und den Staudamm von Ma'rib. Der als „Wunder des technischen Ingenieurswesen“ und „eines der größten technischen Wunder der antiken Welt“ geltende Staudamm von Ma'rib wurde nach lokalen Nachrichtenberichten und archäologischen Experten bei einem Luftangriff in der Nacht des 31. Mai 2015 beschädigt.
Am 25. Januar 2023 erklärte das Welterbekomitee sieben archäologische Objekte des alten Marib zur Welterbestätte Wahrzeichen des antiken Königreichs Saba, Marib und setzte die Stätte gleichzeitig auf seine Liste des gefährdeten Welterbes.